# Senaíta
La senaíta es la forma mineral de un óxido múltiple de composición Pb(Mn,Y,U)(Fe,Zn)2(Ti,Fe,Cr,V)18(O,OH)38, a veces simplificada como Pb(Ti,Fe,Mn)21O38.
Descrito por primera vez por Eugen Hussak y George Thurland Prior en 1898, le asignaron su nombre en honor a Joaquim Cándido da Costa Sena (1852-1919), presidente del estado de Minas Gerais, pero más conocido por su aportación a la literatura sobre geología, minería y mineralogía.

## Propiedades
La senaíta es un mineral negro, entre subopaco y opaco, de brillo submetálico. Con luz reflejada adquiere coloración verde aceite o negro verdoso.
Posee una dureza de 6 - 6,5 en la escala de Mohs y una densidad de 5,30 g/cm³. Es muy soluble tanto en ácido fluorhídrico como en ácido sulfúrico caliente.
Cristaliza en el sistema trigonal, clase romboédrica (3).
Este mineral contiene un 32% de titanio, un 18% de hierro, un 8,4% de plomo, un 2,8% de itrio y un 2,7% de manganeso; el contenido de otros elementos como estroncio, lantano y cerio no supera el 1%. Su fórmula empírica corresponde a (Pb0.76Sr0.20La0.08Ce0.07Ba0.04)(Ti12.89Fe3+5.99Mn0.88Y0.59Zn0.12Mg0.07Nb0.03Cr0.02Th0.02)O38.
Por otra parte, en ocasiones este mineral puede ser radioactivo.
La senaíta forma una serie mineralógica con la gramaccioliíta-(Y) y, al igual que esta, pertenece al grupo mineralógico de la crichtonita; otros miembros de este grupo son almeidaíta —análogo de zinc de la senaíta—, landauíta y paseroíta —su análogo de vanadio.

## Morfología y formación

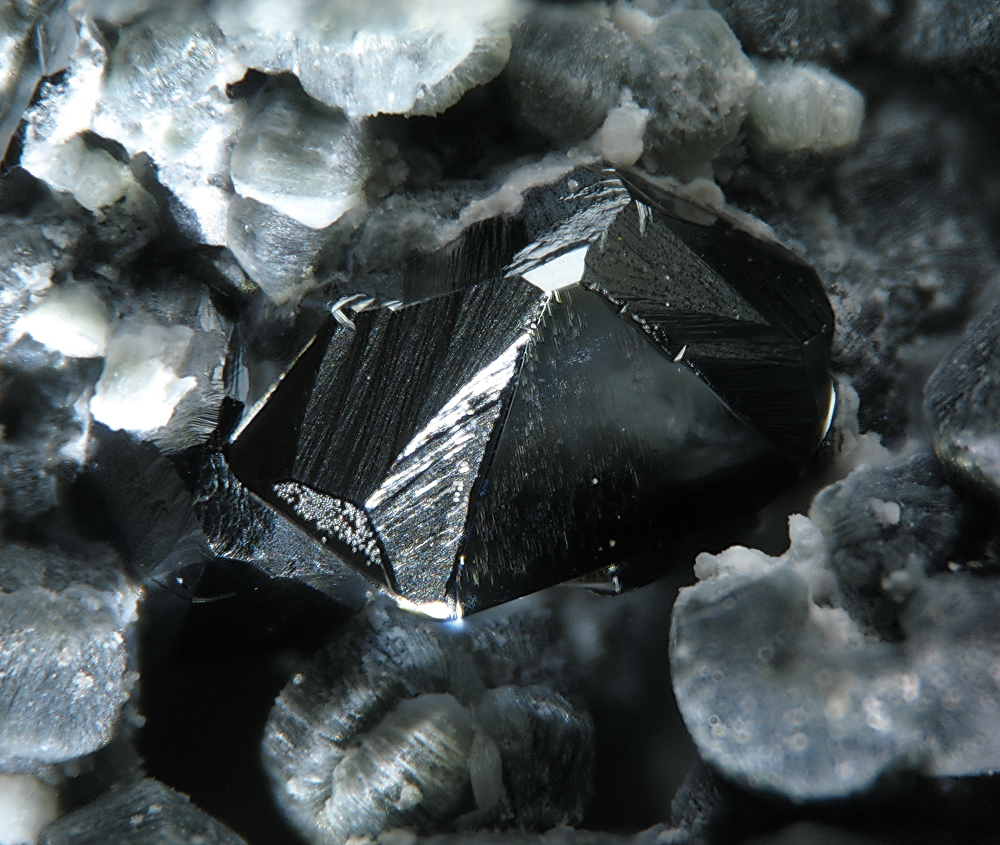
Cristal de senaíta del monte Cervandone (Valais, Suiza)

La senaíta se presenta como cristales irregulares, romboedros tabulares o agudos, y fragmentos redondeados. Forma maclas por rotación alrededor de [0001], así como maclas de tres cristales cíclicas por interpenetración.
Se la ha encontrado en granitos y pegmatitas sienitas, en un depósito hidrotermal y también como mineral detrítico. Suele aparecer asociada a ilmenita, rutilo, magnetita y hematita.

## Yacimientos
La localidad tipo de la senaíta está en Datas, en la zona sudoeste del área minera de Diamantina (Minas Gerais, Brasil).
Otros depósitos importantes son los existentes en Suiza, en la región del lago Oberaar (Berna), así como en el monte Cervandone, monte Chemin y Saint-Luc (Valais).
En Italia se ha encontrado este mineral en Sambuco (Cuneo), cima de la Freghera (Verbano-Cusio-Ossola) y en la mina Molinellio (Génova), una pequeña mina conocida por albergar especies mineralógicas inusuales de manganeso, arsénico y vanadio.
En Asia hay yacimientos de sineíta en la cuenca del Mama (Buriatia, Rusia), en los montes Altái (Mongolia) y en la región autónoma de Mongolia Interior (China).